# Ordine della Croce d'onore (Lippe)
L'ordine della Croce d'onore detto anche ordine della Casa di Lippe fu un ordine cavalleresco creato nell'ambito del principato di Lippe-Detmold.

## Storia
L'ordine venne creato il 25 ottobre 1869 dai reggenti della casata di Lippe come onorificenza massima per tutta la casata, di modo da ricompensare i fedeli servizi degli insigniti prestati allo stato e per quanti si fossero distinti nell'esaltare la patria all'estero.
I fondatori furono Leopoldo III di Lippe ed il principe Adolfo I di Schaumburg-Lippe, suo parente, reggente sull'omonimo principato.
L'onorificenza si suddivideva in tre classi di merito che si differenziavano essenzialmente per la grandezza della medaglia. Indubbiamente alla base della fondazione di questo ordine si trovava una medaglia fondata nel 1778 dalla sorella maggiore del conte Simone Augusto di Lippe-Detmold, la quale servì anche da modello per la decorazione.

## Insegne
La medaglia dell'Oordine consisteva in una croce di Malta smaltata di bianco con al centro un medaglione smaltato anch'esso di bianco e riportante una rosa canina rossa, simbolo del principato di Lippe. Attorno al medaglione, una fascia smaltata di blu, riportava a lettere d'oro il motto "Für Treue und Verdienst" ("Per lealtà e servizio"). Sul retro, il medaglione portava impressa in oro l'iniziale del fondatore "L" (per Leopoldo III) su sfondo smaltato di rosso.
Per i servizi in tempo di guerra, la decorazione poteva essere completata con l'aggiunta di due spade incrociate sul retro della croce.
Il nastro della medaglia era rosso con una striscia dorata su ciascun lato.

## Fonti
- Beschreibung sämmtlicher Orden, deren Abbildungen in dem Farbendruck-Werk: "Die Orden, Wappen und Flaggen aller Regenten und Staaten", enthalten sind., Verfasser: ? , Leipzig, 1883-1887